# الحبيب المسلماني
الحبيب المسلماني مخرج سينمائي وتلفزي تونسي. له العديد من المسلسلات التلفزيونية التونسية أبرزها بين الثنايا والليالي البيض.

## أعماله

### المسلسلات
- 1995 : أيام عادية، بمشاركة أحمد رجب سيناريو الحبيب المسلماني ومحمد مختار الوزير
- 1997 : بنت الخزاف، بمشاركة عبد اللطيف الباهي وسيناريو علي محسن العرفاوي
- 1999 : عنبر الليل، بمشاركة أحمد رجب، وسيناريو رضا القحام ورضا الكافي
- 2001 : ضفاير، بمشاركة مديح بالعيد وسيناريو عبد الحكيم عليمي ورضا القحام
- 2002 : عطر الغضب، سيناريو رضا القحام
- 2004 : حسابات وعقابات، سيناريو علي اللواتي
- 2005 : عودة المنيار، سيناريو علي اللواتي
- 2006 : عبد الرحمان بن خلدون، سيناريو علي دب
- 2007 : الليالي البيض، سيناريو رفيقة بوجدي
- 2008 : بين الثنايا، سيناريو جهاد الجاني ويونس الفارحي ومحرز الزين
- 2009 : عاشق السراب، سيناريو علي اللواتي
- 2011 : البورطابل (سيتكوم)، سيناريو سلمى بكار ولطفي عبد الغفار
- 2013 : الزوجة الخامسة، سيناريو جلال الدين خليف
- 2017 : الدوامة، بمشاركة نعيم بن رحومة ومحمد علي ميهوب سيناريو عبد المنعم حواص[2]

### الأفلام

#### الأفلام التلفزية
- 2007 : عارم (فيلم تلفزي)، بمشاركة إلياس الزرلي، سيناريو عبد الحكيم عليمي ورضا القحام

#### الأفلام الطويلة
- 1986 : صبرة والوحوش، سيناريو محمد مختار الوزير
- 2017 : رزق الباي ليك، سيناريو ناصر الكسراوي ومن إنتاج عبد العزيز بن ملوكة

## مواضيع ذات صلة
- قائمة المسلسلات التلفزيونية التونسية

## روابط خارجية
- الحبيب المسلماني على موقع IMDb (الإنجليزية)
- الحبيب المسلماني على موقع قاعدة بيانات الأفلام العربية